# Belliveaus Cove (zatoka)
Belliveaus Cove (do 3 listopada 1976 Anse des Leblanc) – zatoka (ang. cove, fr. anse) zatoki St. Marys Bay w kanadyjskiej prowincji Nowa Szkocja, w hrabstwie Digby; nazwa Anse des Leblanc urzędowo zatwierdzona 25 listopada 1974.